# Saint-Géran (navire)
Le Saint-Géran est un navire de la Compagnie française des Indes orientales, lancé à Lorient le 11 juillet 1736, qui fit naufrage en 1744 à l'île d'Ambre au nord-est de l'île de France, l'actuelle île Maurice, alors qu'il effectuait son quatrième voyage sous la direction du capitaine Richard de Lamarre (ou La Marre). Événement marquant de l'histoire insulaire, il a inspiré à Bernardin de Saint-Pierre l'histoire de Paul et Virginie, dans laquelle la jeune héroïne éponyme trouve la mort par noyade, à la fin de l'ouvrage, dans le naufrage du bâtiment, faute d'avoir retiré ses vêtements. Son épave est aujourd'hui un site de plongée sous-marine. Sa cloche se trouve au musée naval de Mahébourg. Il doit son nom à Saint Géran, évêque d'Auxerre au Xe siècle.

## Historique
Parti de Lorient le 24 mars 1744, coulé au large de l'Île de France (Maurice), dans la nuit du 16 au 17 août 1744 — par suite d'une imprudence de navigation — au sud de la passe des Citronniers,.
- Capitaine : Richard de La Marre (Richard est le patronyme)
- État-major : Malles (cadet), Perret de Peramerit, L.-J. de Montendre, Lair, Ch. Bouet, R.P. Burck (aumônier), Louet (chirurgien).
- Maistrance : 18 officiers mariniers, 5 officiers non-mariniers, 5 pilotins.
- Équipage : 90 matelots tous Bretons, dont 71 du quartier de Port-Louis, 19 mousses.
- Domestiques : 4.
- Passagers :
  - Pour l'Isle de France (Maurice) : Belval ingénieur, Péan, sous-marchand, Anne Malet, créole, Jeanne Nézet, idem, Madelon, négresse de Mme Nézet, Pedro, domestique de Péan, Branho le Marin, mort avant le Cap,
  - Pour l'Île Bourbon (La Réunion) : Mlle Caillou, Grayle, Guigné, de Villarmoy, Jean Guinche, menuisier à Neuillac, Jean Diomat de Saumur, une négresse.
- Embarqués à l'île de Gorée : 30 esclaves, 1 « passager clandestin », Belval, chirurgien.

8 matelots et le passager Jean Diomat échappèrent au naufrage.
En 1966, des plongeurs locaux découvrent une cloche, des canons et des ancres profondément enfouis dans le corail à 6 mètres de profondeur proche de l'Ile d'Ambre. En 1979, une expédition archéologique menée par Jean-Yves Blot, confirme que l'épave est bien celle du Saint-Géran. Le navire apportait alors des éléments nécessaires à la création d'une première sucrerie à l'Ile Maurice, alors dénommée Isle de France. Le Saint-Géran emportait également à son bord 25 000 piastres d'argent. Toutes les pièces retrouvées sur l'épave ont été frappées au Mexique entre 1739 et 1742.

## Dans la littérature

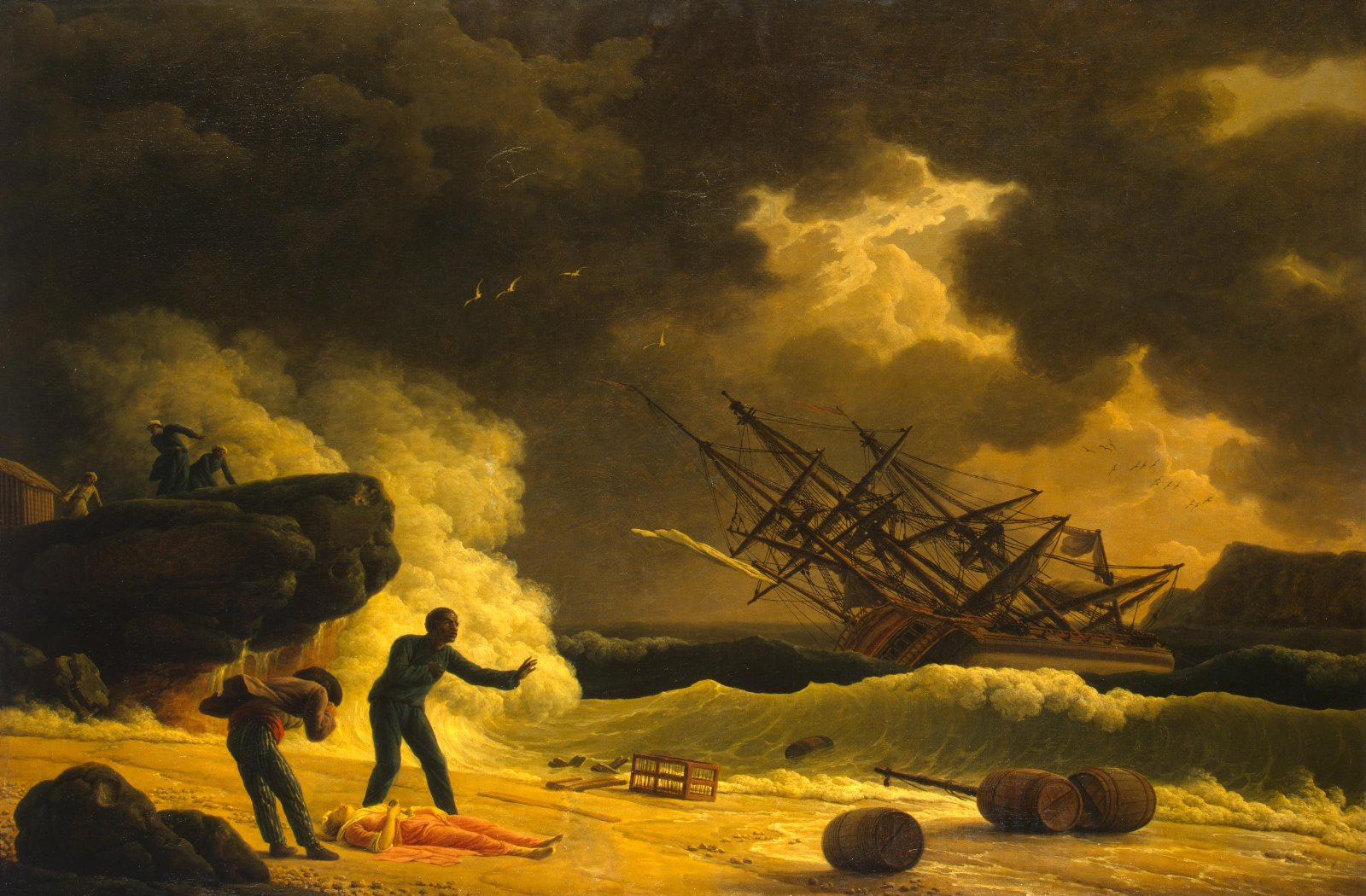
La Mort de Virginie, par Claude Joseph Vernet.

Dans Paul et Virginie de Jacques-Henri Bernardin de Saint-Pierre, c'est par le Saint-Géran que revient Virginie à la fin du roman, et c'est dans son naufrage qu'elle périra. La description de ce naufrage est une page d'anthologie de la littérature française.
C'est la passagère Louise Augustine Caillou (1724-1744) qui inspira la mort de Virginie. Créole de Bourbon (La Réunion), fille de Louis Caillou, chirurgien-major à la Compagnie des Indes, elle était fiancée à Louis de Longchamp Montendre, 1er enseigne à bord du Saint Géran. Quand le navire sombra, Montendre se jeta à l'eau pour lui montrer que l'on pouvait gagner la côte en s'accrochant à un débris de bois, puis il remonta à bord et lui demanda de se dévêtir (comprendre robe et jupon). Louise Augustine refusa. Montendre insista, la supplia. Ne parvenant à la convaincre, Montendre décida de rester auprès d'elle et ils périrent ensemble.
Sources: Rôle d'équipage du Saint Géran, Geneanet, témoignages des matelots survivants consignés à Port-Louis (Aujourd'hui Maurice).

### Sources et bibliographie
- Raymond Hein, Le Naufrage du Saint-Géran : la légende de Paul et Virginie, Paris, Nathan, 1981, 160 p., ill.
- Jean-Yves Blot, A la recherche du Saint-Géran, Paris, Arthaud, 1984, 254 p.,  (ISBN 2-7003-0463-2)
- Jean-Yves Le Lan, « Le Naufrage du Saint-Géran : de nombreuses familles plœmeuroises touchées », Les Cahiers du pays de Plœmeur, no 17,‎ décembre 2007, p. 16-21 (ISSN 1157-2574)
- Daniel Vaxelaire, Une si jolie naufragée : le roman vrai de Paul et Virginie, Paris, Flammarion, 2001, 312 p.